# Livigno Alpen
De Livigno Alpen zijn een gebergtegroep in de Westelijke Rätische Alpen. De bergen liggen rond het Italiaanse dorp Livigno, zowel in het Italiaanse Lombardije als het Zwitserse Graubünden. De hoogste top is de Cima de' Piazzi (3.439 m).

## Ligging en bereikbaarheid
Ten zuidwesten sluiten de Livigno Alpen aan op het (hogere) Berninamassief. De Livigno Alpen worden hiervan gescheiden door de Berninapas en de toeleidende dalen. De Livigno Alpen eindigen in het noordwesten bij de brede vallei van de Inn (het Engadin) met onder meer het dorp Zuoz. Aan de overzijde liggen de Albula Alpen. In het noordoosten worden de Livigno Alpen van het Sesvennamassief gescheiden door de kloof van de Spöl. In het noordoosten, oosten en zuidoosten worden de Livigno Alpen van de Ortler Alpen gescheiden door de Fraelepas, het Valle di Fraele en de loop van de Adda-rivier (van het Valle di Fraele via Bormio tot Tirano).

## Hydrologie
De Alpenhoofdkam loopt dwars doorheen de Livigno Alpen. De Berninapas, Livignopas, Corn da Camp, Piz Paradisin, Monte Forcellina, Passo di Foscagno, Monte Rocca en Fraelepas liggen allen op de hoofdkam. De noordwestelijke zijde (inclusief de vallei van Livigno) behoort tot het stroomgebied van de Donau (via de Inn). De zuidoostelijke zijde watert via de Adda af naar de Po.

## Bergpassen
Er zijn twee bergpassen aangelegd in de Livigno Alpen. De belangrijkste is de Foscagnopas (2291 m) en verbindt Zernez via Livigno met Bormio. Deze verbinding blijft ook in de winter toegankelijk. Het vormt dan de enige verbinding tussen Livigno en de rest van Italië. In de zomer is ook de Forcola di Livigno of Livignopas (2313 m) geopend. Deze verbindt het Zwitserse Zernez in het noorden via het Italiaanse Livigno met het Zwitserse Valposchiavo in het zuiden.

## Topografie
Bergen met een grote hoogte en grote prominentie zijn de Cima Piazzi (hoogste punt), Cima Viola, Piz Paradisin en Piz Languard. De Cimpa Pizzi en de Cima Viola bevinden zich in het zuidoostelijke deel van de Livigno Alpen. De Piz Paradisin ligt ten zuiden van Livigno en ten oosten van de Livignopas. De Piz Languard is de hoogste berg ten westen van de vallei van Livigno en de Livignopas.